# Anne Palles
Anne Palles (1619 – 4. april 1693) i Tåderup i Tingsted sogn på Falster var en kvinde, der blev dømt for at være heks og udøve trolddom. Anklagerne gik ud på at hun havde forgjort herredsfogeden Morten Faxes kvæg ved at pisse ulykke ind i gården, dræbt en anden kvinde med trolddom, samt ødelagt en bymands høst som hævn for at hendes søn var blevet taget til soldat. 
Anne Palles blev fængslet i 1692 og kendt skyldig i retssagen, som den skadelidte Morten Faxe selv var retsformand for. Sagen blev imidlertid anket til landstinget og højesteret. I højesteret trak hun sin tilståelse tilbage. Højesteret stadfæstede dommen med stemmerne 6 mod 11. Mindretallet af dommerne mente bl.a. at trolddom var overtro, at hendes skyld ikke var bevist, at hun havde været udsat for tvang, eller sagen var behandlet forkert, da hun havde manglet en forsvarer.
Som den sidste person i Danmark henrettet for troldomskunst blev hun først halshugget og liget herefter brændt. Sædvanligvis blev hekse ellers dømt til bål og brand. 

## Eksterne links
- "Danmarks sidste heks, Anne Palles - fra Dansk Historisk Fællesråd". Hentet 2014-07-25.
- "Heksetroen fortsatte efter den sidste henrettelse - fra Dansk Historisk Fællesråd". Hentet 2014-07-25.
- Skovsted, Morten (1995). "De danske troldomsprocessers ophør - speciale på kirkehistorie, teologi". Hentet 2014-07-25.
- Jacobsen, J.C (1971). 'Den sidste Hexebrænding i Danmark 1693. København: Gad. ISBN 87-12-36475-4.
- "Danmarks sidste heks". Arkivskatte. Statens Arkiver. Arkiveret fra originalen 17. marts 2016. Hentet 2014-07-25.
- "Sagen mod Danmarks sidste heks, 1693". Flickr - Photo Sharing!. Statens Arkiver. Hentet 2014-07-26.
- "Danish Witch Trials". Arkiveret fra originalen 20. juni 2008. Hentet 26. juli 2014.
- "Anne Palles blev brændt som den sidste heks". TV2 Øst.